# Флорънс Литауър
Флорънс Литауър (на английски: Florence Littauer) е американска писателка на бестселъри в жанра книги за личностно усъвършенстване, и говорител по въпросите за християнските ценности.

## Биография и творчество
Флорънс Чапмън Литауър е родена на 27 април 1927 г. в САЩ. Израства в Хейвърхил в магазина на баща си. Учи със стипендия в Масачузетския университет, където завършва с бакалавърска степен по английски език и с втора специалност по психология.
На еврейски дневен лагер тя среща съпруга си и след две години сключват брак. Имат общо 4 деца. Едното от тях умира, а другото получава мозъчно увреждане. Това довежда Флорънс до депресия, която преодолява след срещата си с Рой Густафсон от екипа на Евангелската асоциация на Били Греъм. След нея тя и съпругът ѝ стават мисионери, като участват в поредици от проповеди и пишат поредица от книги на религиозна тематика. Президент е на „CLASS Speakers, Inc“.
Заедно с мисионерството Флорънс започва да пише книги за личностно самоусъвършенстване, които да ни помагат да разбираме себе си и да подобрим отношенията с другите.
Удостоена е със званието „доктор хонорис кауза“ на Югозападния университет на адвентистите в Тексас.
Флорънс Литауър живее в Редланс, Калифорния.

## Произведения

### Документалистика
частична библиография
- How to Get Along with Difficult People (1984)
- Lives on the mend (1985)
- Your Personality Tree (1986)
- Looking for God in all the right places (1987)
- Hope for Hurting Women (1988)
- Raising Christians – Not Just Children (1988)
- The Best of Florence Littauer (1989)
- Silver Boxes: The Gift of Encouragement (1989)
- Dare to Dream (1991)
- Silver Linings: Breaking through the Clouds of Depression (1994)
- It Takes So Little to Be Above Average (1996)
- The Gift of Encouraging Words (1996)
- After Every Wedding Comes a Marriage (1997) – с Фред Литауър
- A Letter is a Gift Forever: The Charm and Tradition of a Handwritten Note (2001)
- Setting the Stage for Your Child's Faith (2002)
- Behind the Personality: The Story of My Life (2003) – автобиография
- Personality Puzzle (2003) – с Марита Литауър
- Познай собствения си темперамент, Your Personality Tree (2005)
- Communication Plus: How to Speak So People Will Listen (2006)

### Серия „Личност плюс“ (Personality Plus)
1. Personality Plus for Parents: Understanding What Makes Your Child Tick (2000)
2. Personality Plus for Couples: Understanding Yourself and the One You Love (2001)
3. Personality Plus at Work: How to Work Successfully with Anyone (2011) – с Роз Сюит